# Polská reprezentace ve fotbale amputovaných
Polská reprezentace ve fotbale amputovaných reprezentuje Polsko na mezinárodních turnajích ve fotbale amputovaných. Reprezentace se v letech 2012, 2014 a 2018 účastnila Mistrovství světa. Získala také několikrát bronz na Mistrovství Evropy. 
V letech 2018, 2019, 2020, 2021 a 2022 vyhrála Amp Futbol Cup. Reprezentant Polska je vítěz ceny Ference Puskáse Marcin Oleksy.